# British Rail Class 395
British Rail Class 395 (Javelin) — высокоскоростной электропоезд, построенный по заказу Британских железных дорог в Японии. Их постройка велась в 2007-2009 годах на мощностях компании Hitachi с использованием технологий Синкансэн. Всего было построено 29 таких поездов для обслуживания междугородних перевозок на юго-восточной линии Хай Спид 1, соединяющий Лондон, населённые пункты в Кенте и Евротоннель. На их основе к 2009 году было создано первое внутреннее высокоскоростное сообщение в Англии, позволяющее передвигаться на скорости более 200 км/ч. Обе части железнодорожной линии находятся под управлением компании Саутистерн.
На базе поездов Class 395 во время Летних Олимпийских игр 2012 года был запущен ж/д шаттл, получивший название «Olympic Javelin», с тех пор за ним закрепилось неофициальное название Javelin.

## Маршруты

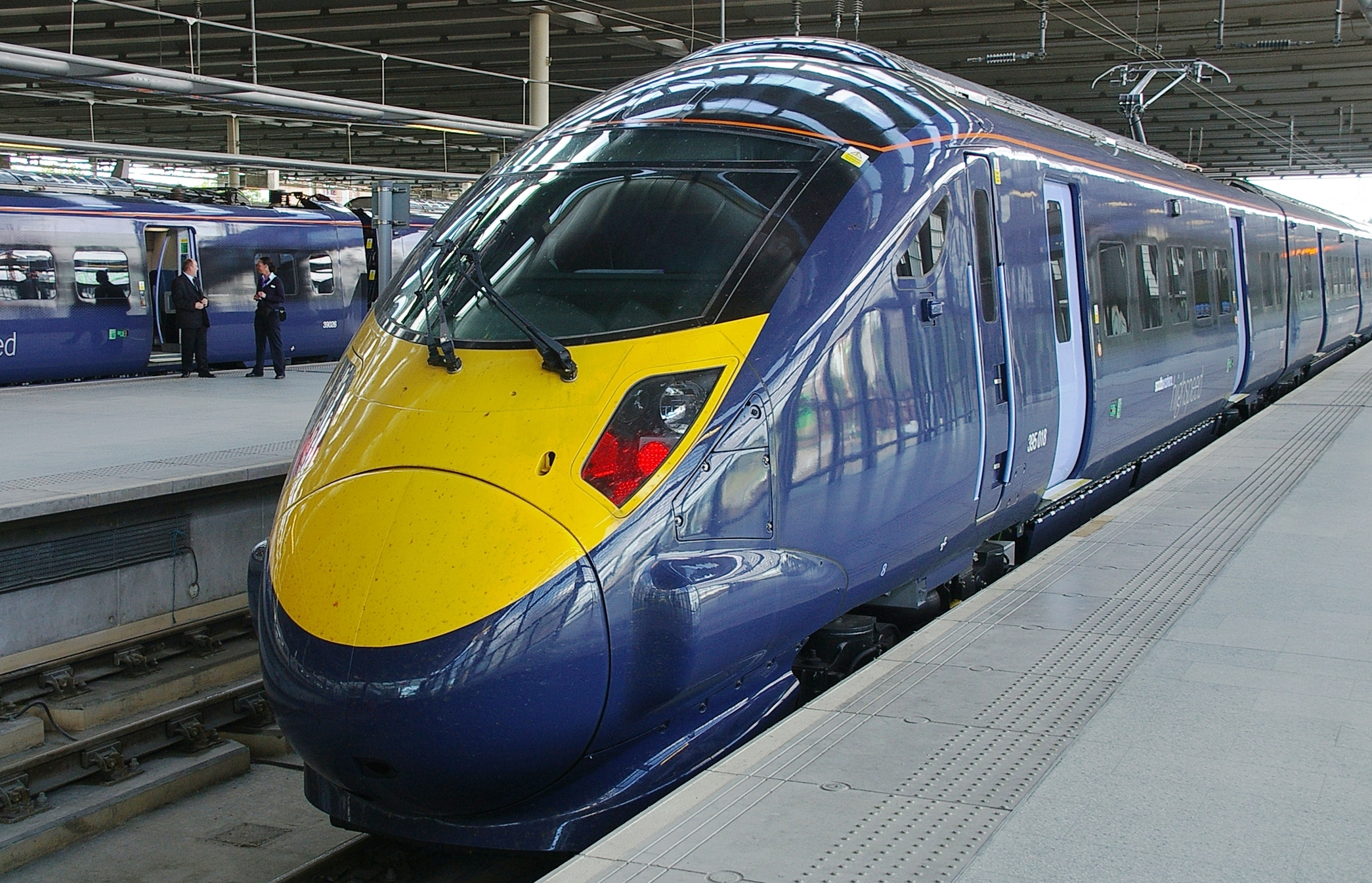

29 электропоездов Class 395 обслуживают по состоянию на 2011 год два маршрута:
Сент-Панкрас — Стратфорд — Эббсфлит — Эшфорд — Рамсгит / Дувр.
Мейдстон — Струд — Грейвсенд — Сент-Панкрас.

## В компьютерных играх
Электропоезд Class 395 представлен в компьютерных играх Train Simulator и Train Sim World.